# Egon Meszlényi
Egon Meszlényi – węgierski szermierz, brązowy medalista mistrzostw świata.
Podczas mistrzostw świata w Budapeszcie w 1933 roku (oficjalnie zawody tego cyklu rozgrywane są pod tą nazwą dopiero od 1937) Węgrzy w składzie: Sándor Gözsy, János Hajdú, József Hatz, Ottó Hatz, Lajos Maszlay i Egon Meszlényi zdobyli brązowy medal.
Nigdy nie wziął udziału w igrzyskach olimpijskich.